# One World Basketball

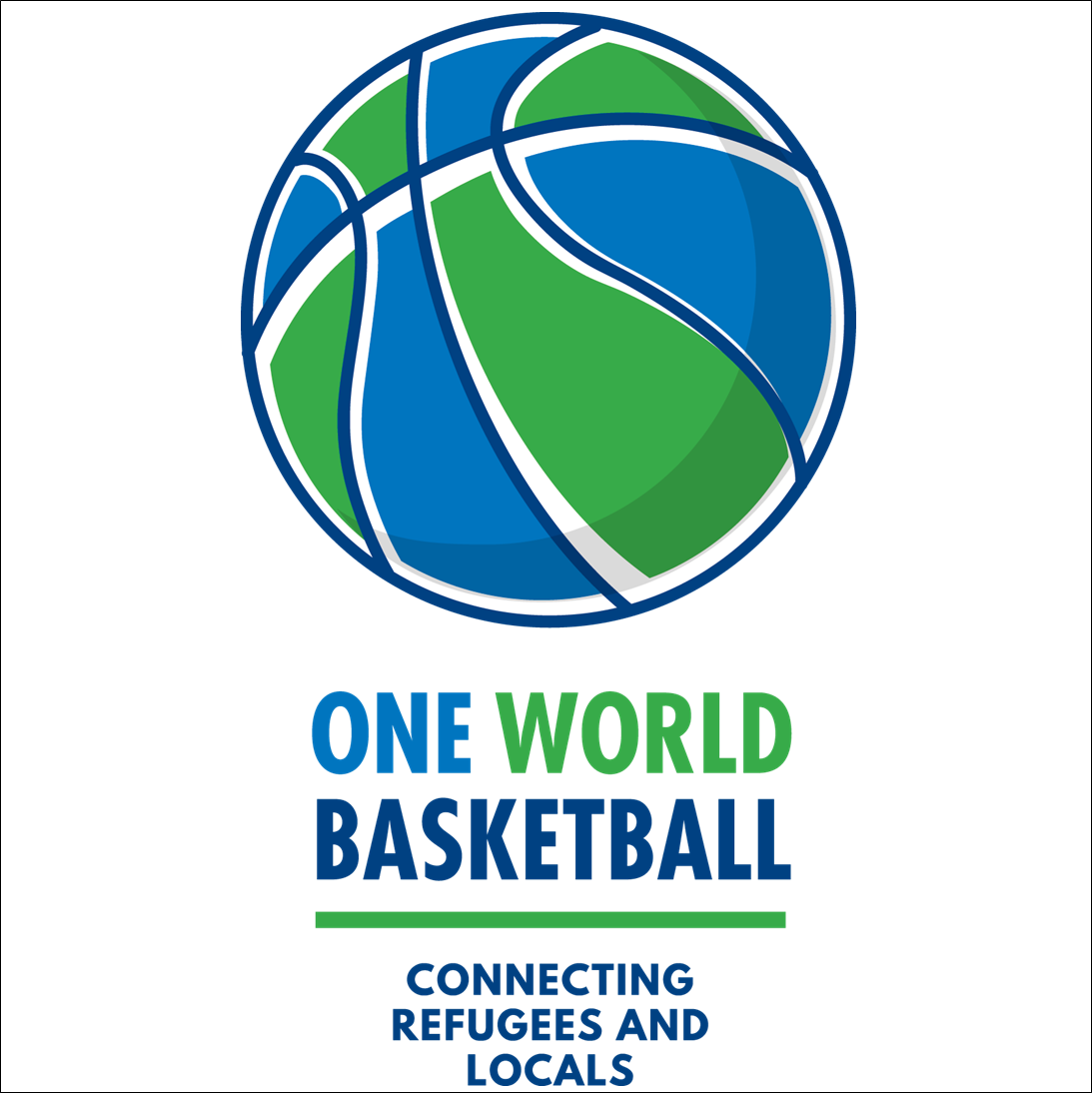
Logo von One World Basketball

One World Basketball ist eine soziale Initiative zur Unterstützung von Menschen mit Fluchterfahrung. Die Initiative bietet ein spezielles Basketballangebot und bringt Menschen mit und ohne Fluchterfahrung zusammen. Die Initiative wurde im April 2013 in Berlin ins Leben gerufen und ist organisatorisch ein Teil des ISS Berlin und der FBL Berlin. One World Basketball ist außerdem Stipendiat bei startsocial und die erste Initiative in Deutschland, die die Integration von Geflüchteten in Verbindung mit dem Basketballsport voranbringt.

## Ziele
Das Ziel der Initiative ist es, einen Ort des Zusammenkommens und Austausches für Menschen mit und ohne Fluchterfahrung zu schaffen. Erwachsene Frauen und Männer begegnen sich und interagieren durch Sport, unabhängig von Sprache, Herkunft und Religion. Auf diese Weise bilden sich Freundschaften und Netzwerke für die gegenseitige Unterstützung bei der Wohnungs- und Arbeitssuche sowie bei der Verbesserung der Sprachkenntnisse.
Neben dem wöchentlichen Basketballtraining finden verschiedene gemeinsame Freizeitaktivitäten und kulturelle Unternehmungen statt. Zudem spielt One World Basketball mit einem gemischten Team in der Freizeit Basketball Liga (FBL Berlin), um mehr Menschen mit dem Thema Flucht und Migration in Berührung zu bringen.